# Лізандр Спунер
Лізандр Спунер (англ. Lysander Spooner; 19 січня 1808 – 14 травня 1887) — американський анархіст-індивідуаліст, аболіціоніст, підприємець, есеїст, теоретик права, памфлетист, політичний філософ, унітарист і письменник.
Спунер був рішучим прихильником робітничого руху та антиавторитарним та індивідуалістичним анархістом у своїх політичних поглядах. Його економічну та політичну ідеологію деякі ідентифікували як лібертаріанський соціалізм, лівий лібертаріанізм, соціалізм вільного ринку та мутуалізм. Інші заперечують це та визначають його погляди як право-лібертаріанські, анархо-капіталістичні та пропертаріанські. За словами анархіста Джорджа Вудкока, Спунер був членом Міжнародної асоціації робітників (Першого Інтернаціоналу). Його праці сприяли розвитку як ліволібертаріанської, так і праволібертаріанської політичної теорії в рамках лібертаріанства в Сполучених Штатах.
Серед творів Спунера — аболіціоністська книга «Неконституційність рабства» (англ. The Unconstitutionality of Slavery) та «Без зради: Конституція без повноважень» (англ. No Treason: The Constitution of No Authority), у якій виступає проти звинувачень сепаратистів у державній зраді. Спунер також відомий конкуренцією з поштою зі своєю компанією American Letter Maill Company. Однак вона була закрита через юридичні проблеми з федеральним урядом.

## Біографія

### Раннє життя
Спунер народився на фермі в Атолі, штат Массачусетс, 19 січня 1808 року . Батьками Спунера були Аса і Доллі Спунер. Один із його предків, Вільям Спунер, прибув до Плімута в 1637 році. Лісандр був другим із дев'яти дітей. Його батько був деїстом, і існує припущення, що він навмисно назвав своїх двох старших синів Ліандром і Лісандром відповідно на честь язичницьких і спартанських героїв. :viii

### Юридична кар'єра
Активність Спунера почалася з його кар'єри адвоката, яка сама по собі порушувала закон Массачусетсу. Спунер вивчав право під керівництвом видатних юристів, політиків і аболіціоністів Джона Девіса, пізніше губернатора Массачусетса і сенатора; і Чарльз Аллен, сенатор штату та представник від Партії вільної землі . :viiiОднак він ніколи не навчався в коледжі. Відповідно до законів штату, випускники коледжу повинні були вчитися з адвокатом протягом трьох років, а ті, хто не закінчив навчання, як-от Лізандер, повинні були навчатися в адвоката протягом п'яти років.
За підтримки своїх юридичних наставників Спунер відкрив свою практику у Вустері, штат Массачусетс, лише через три роки, кинувши виклик судам. Він розглядав трирічну пільгу для випускників коледжів як спонсоровану державою дискримінацію бідних, а також надання монопольного доходу тим, хто відповідав вимогам. Він стверджував, що «ніхто ще ніколи не наважувався прямо відстоювати такий жахливий принцип, як те, що багаті повинні бути захищені законом від конкуренції бідних». У 1836 році законодавча влада скасувала це обмеження. Він виступав проти будь-яких ліцензійних вимог для адвокатів, лікарів чи будь-кого іншого, кому такі вимоги не дозволяли працювати. Для Спунера перешкоджання особі вести бізнес з особою без професійної ліцензії було порушенням природного права на укладення контракту . Спунер захищав природне право, або те, що він називав наукою справедливості, згідно з яким акти початкового примусу щодо окремих осіб та їхнього майна, включаючи оподаткування, вважалися злочинними, оскільки вони були аморальними, тоді як так звані злочинні дії, які порушували лише свавілля, створене людиною законодавство не обов'язково було кримінальним.
Після невдалої юридичної кар'єри та невдалої кар'єри в спекуляціях нерухомістю в Огайо Спунер повернувся на ферму свого батька в 1840 році .

### American Letter Mail Company
Будучи прихильником самозайнятості та противником державного регулювання бізнесу, у 1844 році Спунер заснував American Letter Mail Company, яка конкурувала з Поштою США, тарифи якої були дуже високими. Вона мала офіси в різних містах, включаючи Балтімор, Філадельфію та Нью-Йорк. Марки можна було придбати, а потім прикріпити до листів, які можна було принести до будь-якого офісу. Звідси відправляли агентів, які їздили на залізницях і пароплавах і носили листи в сумках. Листи передавали кур'єрам у містах уздовж маршрутів, які потім доставляли листи адресатам. Це був виклик законній монополії пошти.
Як і коли він оскаржував правила Асоціації адвокатів штату Массачусетс, Спунер опублікував брошуру під назвою «Неконституційність законів Конгресу, які забороняють приватну пошту». Хоча Спунер нарешті досяг комерційного успіху зі своєю поштовою компанією, юридичні оскарження з боку уряду зрештою вичерпали його фінансові ресурси. Закон, прийнятий у 1851 році, який зміцнив монополію федерального уряду, остаточно вигнав його з бізнесу. Спадщиною виклику Спунера поштовій службі стало зниження вартості листів з 5 ¢ до 3 ¢ у відповідь на конкуренцію його компанії, яка тривала до кінця 1950-х або початку 1960-х років.

### Аболіціонізм
Спунер досяг свого найвищого авторитету як діяч аболіціоністського руху. Його книга "Неконституційність рабства ", опублікована в 1845 році, сприяла суперечці серед аболіціоністів щодо того, чи підтримує Конституція інститут рабства . Фракція роз'єднавців на чолі з Вільямом Ллойдом Гаррісоном і Венделлом Філліпсом стверджувала, що Конституція юридично визнає та закріплює гноблення рабів, як це передбачено положеннями про захоплення рабів-утікачів у статті IV, розділ 2 . У більш загальному плані Філліпс заперечував думку Спунера про те, що будь-який несправедливий закон повинен вважатися юридично недійсним суддями.
Спунер оскаржив твердження про те, що текст Конституції допускає рабство. Хоча він визнав, що Батьки-засновники США, ймовірно, не мали на меті оголошувати рабство поза законом, коли писали Конституцію, Спунер стверджував, що лише зміст тексту, а не приватні наміри його авторів, є дійсним. Він використовував складну систему правових і природних аргументів, щоб показати, що положення, які зазвичай тлумачаться як підтримка рабства, насправді не підтримують його, і що кілька пунктів Конституції забороняють штатам встановлювати рабство. Обидва вищесказані ігнорують реальність того, що рабство існувало до того, як Конституція була ратифікована, і творці були змушені піти на компроміс із наявністю встановлених інвестицій, незалежно від того, були вони незаконними чи ні, щоб отримати її ратифікацію. Аргументи Спунера були наведені іншими проконституційними аболіціоністами, такими як Герріт Сміт і Партія свободи, двадцять друга частина платформи якої 1849 року хвалила книгу Спунера «Неконституційність рабства». Фредерік Дугласс, спочатку гарнізонський дисуніоніст, пізніше прийняв проконституційну позицію та цитував аргументи Спунера як вплив на його зміну думки.
З моменту публікації цієї книги до 1861 року Спунер активно боровся проти рабства. Він опублікував наступні брошури про анулювання присяжних та інші правові засоби захисту для втікачів-рабів, а також пропонував свої юридичні послуги втікачам, часто безкоштовно. Наприкінці 1850-х копії його книги були роздані членам Конгресу. Навіть сенатор Альберт Г. Браун з Міссісіпі, прихильник рабства, високо оцінив інтелектуальну строгість аргументу та визнав, що це був найважчий юридичний виклик, який він бачив від аболіціоністів на сьогоднішній день. У 1858 році Спунер розповсюдив «План скасування рабства», закликаючи до використання партизанської війни проти рабовласників чорними рабами та нерабовласниками вільних південців за допомогою аболіціоністів Півночі. Спунер також «вступив у змову з Джоном Брауном для сприяння рабському повстанню на Півдні» та брав участь у невдалій змові зі звільнення Брауна після його захоплення після невдалого рейду на Гарперс-Феррі, штат Вірджинія (тепер частина штату Західна Вірджинія). .
Хоча він виступав за використання насильства для скасування рабства, Спунер засуджував використання республіканцями насильства для запобігання відокремленню південних штатів під час громадянської війни в США. Він опублікував кілька листів і памфлетів про війну, стверджуючи, що метою республіканців було не викорінення рабства, а радше збереження Союзу силою. Він поклав відповідальність за кровопролиття на таких політичних лідерів республіканців, як держсекретар Вільям Х. Сьюард і сенатор Чарльз Самнер, які часто критикували рабство, але не нападали на нього на конституційній основі, і які проводили військову політику, яку Спунер назвав мстивою та образливою.
Засуджуючи інститут рабства, Спунер визнав право Конфедеративних Штатів Америки на відокремлення як прояв правління за згодою, що є конституційним і правовим принципом, основоположним для філософії Спунера. Навпаки, північні штати намагалися відмовити жителям півдня в цьому прямо за допомогою військової сили. Він різко виступав проти громадянської війни, стверджуючи, що вона порушує право південних штатів на вихід із Союзу, який більше не представляє їх. Він вважав, що північні штати намагаються відновити південні штати в Союзі всупереч бажанням південців. Він стверджував, що право штатів на відокремлення походить від природного права рабів бути вільними. Після початку громадянської війни цей аргумент був непопулярним як на Півночі, так і на Півдні, оскільки суперечив офіційній позиції обох урядів.

### Пізніше життя і смерть

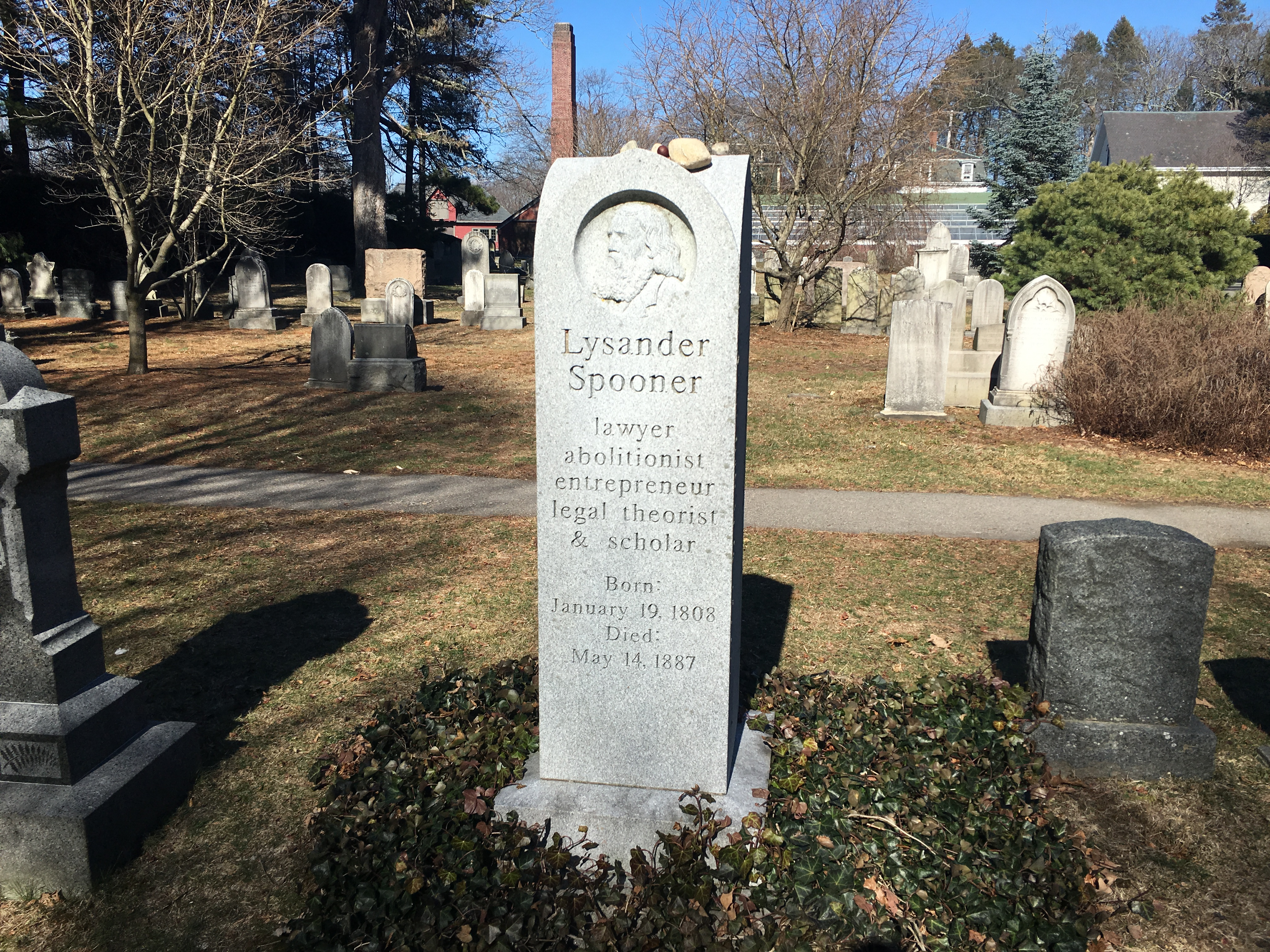
Спунер похований на історичному кладовищі Форест-Хіллс у Бостоні, штат Массачусетс

Спунер продовжував багато писати та публікувати протягом десятиліть після Реконструкції, створивши такі роботи, як його есе «Природний закон або наука справедливості» та коротка книга « Суд присяжних» . У "Суді присяжних " він захищав доктрину анулювання присяжних, яка стверджує, що у вільному суспільстві суд присяжних не лише має повноваження виносити рішення щодо фактів справи, а й щодо легітимності закону, згідно з яким розглядається справа. . Ця доктрина також дозволить присяжним відмовляти у засудженні, якщо вони вважають закон, за яким їх просять засудити, як нелегітимний. Спунер став асоціюватися з американським індивідуалістичним анархістським журналом Бенджаміна Такера Liberty, який публікував усі його пізніші роботи в серійному форматі і для якого він написав кілька редакційних колонок про поточні події.
Спунер стверджував, що «майже всі статки створені капіталом і працею інших людей, ніж ті, хто їх реалізує. Дійсно, за винятком його споживання капіталу та праці інших». Спунер захищав міллерівців, які припинили роботу, оскільки вірили, що скоро настане кінець світу, і були заарештовані за бродяжництво . :viii
Спунер провів багато часу в Бостонському Атенеумі . :xvВін помер 14 травня 1887 року у віці 79 років у своїй сусідній резиденції на Міртл-стріт, 109, Бостон. Він ніколи не був одружений і не мав дітей. Такер влаштував його похорон і написав « некролог, повний любові» під назвою «Нашого Нестора, відібраного у нас», який з'явився в Liberty 28 травня і передбачив, «що ім'я Лізандра Спунера буде „відтепер пам'ятним серед людей“».

## Політичні погляди
Анархіст Джордж Вудкок, серед іншого, описує есе Спунера як «красномовний розвиток» американського анархіста Джозіа Уоррена та раннього американського розвитку мутуалістичних ідей П'єра-Жозефа Прудона та пов'язує його роботи з роботами американського анархіста-індивідуаліста Стівена Перла Ендрюса . Вудкок також повідомляє, що і Спунер, і Вільям Батчелдер Грін були членами соціалістичного Першого Інтернаціоналу . За словами Пітера Маршалла, «егалітарні наслідки традиційних анархістів-індивідуалістів», таких як Спунер і Бенджамін Такер, були проігноровані. За словами Стефані Зільберштейн, «хоч Спунер не був ні капіталістом вільного ринку, ні анархо-капіталістом, він не був таким противником капіталізму, як більшість соціалістів».
Спунер був прихильником абсолютних прав власності на основі локківських принципів початкового придбання . Він написав:
Як анархіст-індивідуаліст, Спунер виступав за доіндустріальне життя в громадах дрібних власників, щоб вони могли прагнути до життя, свободи, щастя та власності у взаємній чесності, не поступаючись відповідальністю центральному уряду. Спунер відчував, що експансивний уряд створив фактичних рабів, а його вимоги покори експропріюють роль особи. Дозволяючи уряду розробляти та застосовувати закони, Спунер стверджував, що американці «беззастережно віддали свої свободи в руки уряду». На додаток до своєї позадержавної поштової служби та поглядів на аболіціонізм, Спунер написав " Ні зраді ", в якій він стверджує, що Конституція не є ні контрактом, ні текстом, яким зобов'язані громадяни. Спунер стверджував, що національний Конгрес повинен розпуститися і дозволити громадянам керувати собою, оскільки він вважав, що люди повинні самі вирішувати свою долю.

Спунер вважав, що для людей корисно бути самозайнятими, щоб вони могли насолоджуватися повною мірою перевагами своєї праці, а не ділитися ними з роботодавцем. Він стверджував, що різні форми державного втручання у вільний ринок ускладнюють людям відкриття власного бізнесу. По-перше, він вважав, що закони проти високих процентних ставок або лихварства перешкоджають тим, хто має капітал, надавати кредит, оскільки вони не можуть отримати компенсацію за високий ризик неповернення, написавши:
Якщо людина не має власного капіталу, на який могла б покласти свою працю, необхідно, щоб їй дозволили отримати його в кредит. І для того, щоб він міг отримати його в кредит, необхідно, щоб йому було дозволено укласти контракт на таку ставку відсотка, яка спонукатиме людину, яка має надлишок капіталу, позичити його йому; оскільки капіталіст не може, відповідно до природного права, бути примушеним позичати свій капітал проти своєї волі. Таким чином, усі законодавчі обмеження норми відсотка є нічим іншим, як свавільними й тиранічними обмеженнями природних здібностей людини серед природного права наймати капітал, на який витрачати свою працю. [. . . ] Наслідком законів про лихварство є надання монополії на право позичати гроші тим небагатьом, хто може запропонувати найбільш прийнятну заставу.
Спунер вважав, що державні обмеження на емісію приватних грошей надзвичайно ускладнюють окремим особам отримання капіталу в кредит для відкриття власного бізнесу, тим самим ставлячи їх у ситуацію, коли «дуже значна частина з них, щоб врятуватися від голодної смерті, має немає альтернативи, окрім як продавати свою працю іншим», а ті, хто наймає інших, можуть дозволити собі платити лише «набагато нижчу від того, що могли б виробити робітники, [ніж], якби вони самі мали необхідний капітал для роботи». Спунер сказав, що існує «заборонний податок — податок у розмірі десяти відсотків — на всі банкноти, випущені для обігу як гроші, окрім банкнот Сполучених Штатів і національних банків», що, на його думку, спричинило штучну нестачу кредитів і що скасування цього податку призведе до того, що багато грошей стане доступним для кредитування.
Спунер вважав, що альтруїзм не слід нав'язувати, але людина все ще має моральний обов'язок допомагати іншим, написавши: Спунер виступав проти найманої праці, стверджуючи: «Усі великі заклади будь-якого роду, які зараз перебувають у руках небагатьох власників, але використовують велику кількість найманих робітників, будуть розбиті; для небагатьох осіб або взагалі без них., хто міг би найняти капітал і вести бізнес для себе, погодився б працювати за заробітну плату для іншого». У відповідь на те, що анархо-капіталісти стверджували, що Спунер був правим лібертаріанцем і анархо-капіталістом, Ієн МакСорса стверджує, що оскільки Спунер виступав проти найманої праці, він був соціалістом особливого типу, зокрема ринкового соціалізму, оскільки капіталізм не єдиний ринкова система. Членство Спунера в соціалістичному Першому Інтернаціоналі та опозиція до найманої праці є причиною того, чому автори Anarchist FAQ та анархістські історики, такі як Джеймс Мартін і Пітер Маршалл, вважають його антикапіталістичним лівим лібертаріанцем, лібертаріанцем . соціалістичний і ринковий соціалістичний . Інші називали Спунера правим лібертаріанцем, анархо-капіталістом і пропертаріанцем.

## В художній літературі
- Наукова фантастика Роберта Хайнлайна містить декілька посилань на Спунера, і деякі з його вигаданих світів засновані на ідеях Спунера.
- Науково-фантастичний роман «Аферисти Галактики» для своєї четвертої планети відвідує Нірвану, яка явно базується на принципах Спунера, що унеможливлює успіх шахраїв.

## Вплив
Вплив Спунера поширюється на широкий спектр тем, до яких він звертався протягом свого життя. Його пам'ятають насамперед за його аболіціоністську діяльність і за те, що він кинув виклик монополії поштових відділень, яка мала тривалий вплив на значне зниження поштових ставок, згідно з Journal of Libertarian Studies .
Твори Спунера справили великий вплив на економіста Австрійської школи Мюррея Ротбарда та праволібертаріанського професора права та теоретика права Ренді Барнетта . Його твори часто передруковувалися в ранніх лібертаріанських журналах, таких як Rampart Journal і Left and Right: A Journal of Libertarian Thought . Впливаючи на анархо-капіталістів, таких як Ротбард, МакСорса стверджує, що Спунер був «антикапіталістом», який вважав за краще бачити «суспільство самозайнятих фермерів, ремісників і кооперованих робітників, а не суспільство найманих рабів і капіталістів» . Далі МакСорса стверджує, що Спунер виступав проти найманої праці, "бажаючи, щоб ці соціальні відносини були знищені шляхом передачі капіталу тим, хто працює в ньому, як асоційованим виробникам, а не як найманим рабам ".
У січні 2004 року Laissez Faire Books заснувала премію Лізандра Спунера за розвиток літератури про свободу. Нагорода присуджується щомісяця за найважливіший внесок у праволібертаріанську літературу, після чого переможець отримує щорічну нагороду. У 2010 році Лібертаріанська, агористська, волюнтаристська та анархічна асоціація авторів і видавців (LAVA) створила Премію Лізандра Спунера за Книгу року, яка присуджується щорічно з 2011 року. LAVA Awards проводиться щорічно, щоб відзначити передові книги, що стосуються принципів свободи, а премія Лізандра Спунера є головною нагородою.
Книга Спунера "Неконституційність рабства " цитувалася у справі Верховного суду «Округ Колумбія проти» 2008 року. Хеллера, яка скасувала заборону федерального округу на пістолети. Суддя Антонін Скаліа, пишучи для суду, цитує Спунера, який сказав, що право носити зброю було необхідним для тих, хто хоче виступити проти рабства. Його також цитував суддя Кларенс Томас у своїй збігаючій думці у справі McDonald v. Чикаго, наступного року ще одна справа про вогнепальну зброю.

## Публікації
Практично все, що написав Спунер, міститься в шеститомній збірці «Зібрання творів Лісандра Спунера» (1971). Найпомітнішим винятком є Vices Are Not Crimes, маловідомий до його перевидання в 1977 році. :xv
- «Безсмертя деїста та есе про відповідальність людини за свою віру» (1834)
- «Відповідь деїста на передбачувані надприродні докази християнства» (1836)
- «Конституційне право щодо кредиту, валюти та банківської справи» (1843)
- «Неконституційність законів Конгресу, що забороняють приватну пошту» (1844)
- Неконституційність рабства (1845)
- «Бідність: її незаконні причини та законне лікування» (1846)
- «Незаконність судового процесу над Джоном В. Вебстером» (1850)
- «Нарис про суд присяжних» (1852)
- «Закон про інтелектуальну власність» (1855)
- «План скасування рабства і до нерабовласників Півдня» (1858)
- «Звернення вільних конституціоналістів до народу Сполучених Штатів» (1860)
- «Нова система паперових грошей» (1861)
- «Лист до Чарльза Самнера» (1864)
- «Міркування для банкірів і власників облігацій Сполучених Штатів» (1864)
- Без зради № I (1870)
- Без зради № 2: Конституція (1870)
- Без зради: Конституція без влади (1870)
- «Примусова згода» (1873)
- «Пороки не злочини: виправдання моральної свободи» (1875)
- «Наші фінансисти: їхнє невігластво, узурпації та шахрайство» (1877)
- «Золото і срібло як стандарти вартості: кричуща обман щодо них» (1878)
- «Природне право, або Наука справедливості» (1882)
- «Лист до Томаса Ф. Байярда» (1882)
- «Лист до вчених і винахідників про науку справедливості» (1884)
- «Лист до Гровера Клівленда про його фальшиву інавгураційну промову, про узурпації та злочини законодавців і суддів, а також про бідність, невігластво та рабство людей» (1886)
- «Два трактати про конкурентну валюту та банківську справу» (2018)

### Архівний матеріал
У Бостонській публічній бібліотеці та Нью-Йоркському історичному товаристві є колекції листів, написаних Спунером. :viii–ix

## Подальше читання
- . Sage; Cato Institute. ISBN 978-1412965804. {{cite encyclopedia}}: Пропущений або порожній |title= (довідка)
- Shone, Steve J. (2010). Lysander Spooner, American Anarchist. Lexington Books. ISBN 978-0739144503. This is the first full-length work devoted to the ideas of Lysander Spooner. [...] The purpose of the present book is to argue that Lysander Spooner should be taken much more seriously as a political theorist.